# Coppa Intercontinentale 1985 (calcio)
La Coppa Intercontinentale 1985 (denominata anche Toyota Cup 1985 per ragioni di sponsorizzazione) è stata la ventiquattresima edizione del trofeo riservato alle squadre vincitrici della Coppa dei Campioni e della Coppa Libertadores.
Fu vinta dalla Juventus, al suo primo titolo di campione del mondo, contro l'Argentinos Juniors. È ritenuta la miglior edizione nella storia del torneo per livello tecnico e agonistico oltreché, in generale, uno dei migliori incontri mai giocati nella storia della disciplina.

## Avvenimenti
Dopo sette edizioni di egemonia delle squadre detentrici della Coppa Libertadores, alla vittoria del massimo trofeo internazionale tornò una squadra europea. A fronteggiarsi nell'edizione 1985, disputata l'8 dicembre su un campo bagnato da una pioggia insistente, furono gli argentini dell'Argentinos Juniors e gli italiani della Juventus.
Il primo tempo vide la squadra bianconera resistere ai tentativi dei sudamericani di passare in vantaggio, che non produssero occasioni limpide ma garantirono un gioco piacevole. La ripresa fu al contrario decisamente più aperta: dopo una rete annullata allo juventino Laudrup per fuorigioco, fu l'Argentinos Juniors a siglare la prima marcatura con Ereros, abile a beffare Tacconi con un pallonetto su un lancio smarcante di Commisso. Pochi minuti dopo il possibile raddoppio argentino, questa volta a opera di Castro, fu annullato dall'arbitro tedesco Roth. Al 62' una combinazione tra Platini e Serena, atterrato in area, diede occasione ai bianconeri di pareggiare su calcio di rigore. Lo stesso giocatore francese si vide annullare alcuni minuti dopo un gol acrobatico – da molti considerato tra i più belli della sua carriera. A un quarto d'ora dalla fine della partita i sudamericani si portarono nuovamente in vantaggio con Castro, veloce a sfruttare un passaggio filtrante dell'ispirato Borghi. Solo pochi minuti dopo, un'altra azione di pregevole fattura consentì a Laudrup di dribblare il portiere Vidallé e, pur da posizione molto defilata, insaccare con un preciso tiro effettuato a poca distanza dalla linea di fondo.

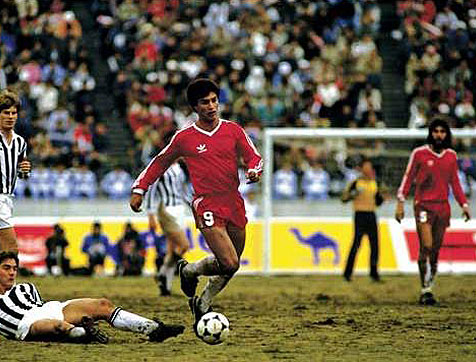
L'argentino Borghi in azione nel corso della finale di Tokyo

Per decidere l'assegnazione della Coppa furono disputati i tempi supplementari nei quali le due squadre, che tanto si erano combattute nelle prime due frazioni, pagarono la stanchezza e poco concessero allo spettacolo. Per la prima volta nella storia furono pertanto necessari i tiri di rigore per assegnare il trofeo, con gli juventini che prevalsero per 4-2: decisiva la trasformazione di Platini, il quale fu eletto miglior giocatore della partita.
Con la vittoria nella competizione, la Juventus divenne il primo club al mondo ad avere conquistato almeno una volta tutti i trofei ufficiali allora vigenti della confederazione di appartenenza, un record ulteriormente migliorato quattordici anni dopo. I difensori italiani Gaetano Scirea e Antonio Cabrini divennero i primi calciatori a vincere tutte le competizioni UEFA per club allora vigenti; allo stesso tempo, l'allenatore Giovanni Trapattoni divenne il primo tecnico – e rimase l'unico fino alla prima finale di Coppa Intertoto UEFA disputata un decennio più tardi – a fare altrettanto.
In Italia, la partita passò alla storia sul versante mediatico anche per la rottura del fin lì monopolio televisivo della RAI nello sport. Per la prima volta nel Paese, un grande evento sportivo non venne trasmesso dalla TV di Stato bensì dall'emittente commerciale Canale 5: questa, inizialmente mandò in onda la sfida in diretta televisiva limitatamente alla Lombardia, stante l'allora divieto per le TV private di trasmettere in diretta sul territorio nazionale, e poi in replica in tutta la penisola.
Nel 2017, la FIFA ha equiparato i titoli della Coppa del mondo per club e della Coppa Intercontinentale, riconoscendo a posteriori anche i vincitori dell'Intercontinentale come detentori del titolo ufficiale di «campione del mondo FIFA», inizialmente attribuito soltanto ai vincitori del Mondiale per club.

## Tabellino
| Arbitro: | Volker Roth |

|                                     |                      |                             |
| Platini 63’ (rig.) Laudrup 82’      | Marcatori            | 55’ Ereros 75’ Castro       |
| Brio Cabrini Serena Laudrup Platini | Tiri di rigore 4 – 2 | Olguín Batista López Pavoni |

| Juventus | Argentinos Jrs |

### Formazioni
| Juventus            |    |                      |  |                  |
|                     |    |                      |  |                  |
| P                   | 1  | Stefano Tacconi      |  |                  |
| D                   | 2  | Luciano Favero       |  |                  |
| D                   | 3  | Antonio Cabrini      |  |                  |
| C                   | 4  | Massimo Bonini       |  |                  |
| D                   | 5  | Sergio Brio          |  |                  |
| D                   | 6  | Gaetano Scirea (C)   |  | 64’              |
| A                   | 7  | Massimo Mauro        |  | 78’              |
| C                   | 8  | Lionello Manfredonia |  |                  |
| A                   | 9  | Aldo Serena          |  |                  |
| C                   | 10 | Michel Platini       |  | Man of the match |
| A                   | 11 | Michael Laudrup      |  |                  |
| Sostituzioni:       |    |                      |  |                  |
| D                   | 13 | Stefano Pioli        |  | 64’              |
| C                   | 16 | Massimo Briaschi     |  | 78’              |
| Allenatore:         |    |                      |  |                  |
| Giovanni Trapattoni |    |                      |  |                  |

| Argentinos Juniors |    |                     |             |      |
|                    |    |                     |             |      |
| P                  | 1  | Enrique Vidallé     |             |      |
| D                  | 2  | José Luis Pavoni    |             |      |
| D                  | 3  | Adrián Domenech (C) |             |      |
| D                  | 4  | Carmelo Villalba    |             |      |
| C                  | 5  | Sergio Batista      |             |      |
| C                  | 6  | Jorge Olguín        |             |      |
| A                  | 7  | José Antonio Castro |             |      |
| C                  | 8  | Mario Videla        |             |      |
| A                  | 9  | Claudio Borghi      |             |      |
| C                  | 10 | Emilio Commisso     |             | 82’  |
| A                  | 11 | Carlos Ereros       |             | 117’ |
| Sostituzioni:      |    |                     |             |      |
| C                  | 14 | Juan José López     |             | 117’ |
| C                  | 16 | Renato Corsi        | Ammonizione | 82’  |
| Allenatore:        |    |                     |             |      |
| José Yudica        |    |                     |             |      |